# Підводний буксирувальник

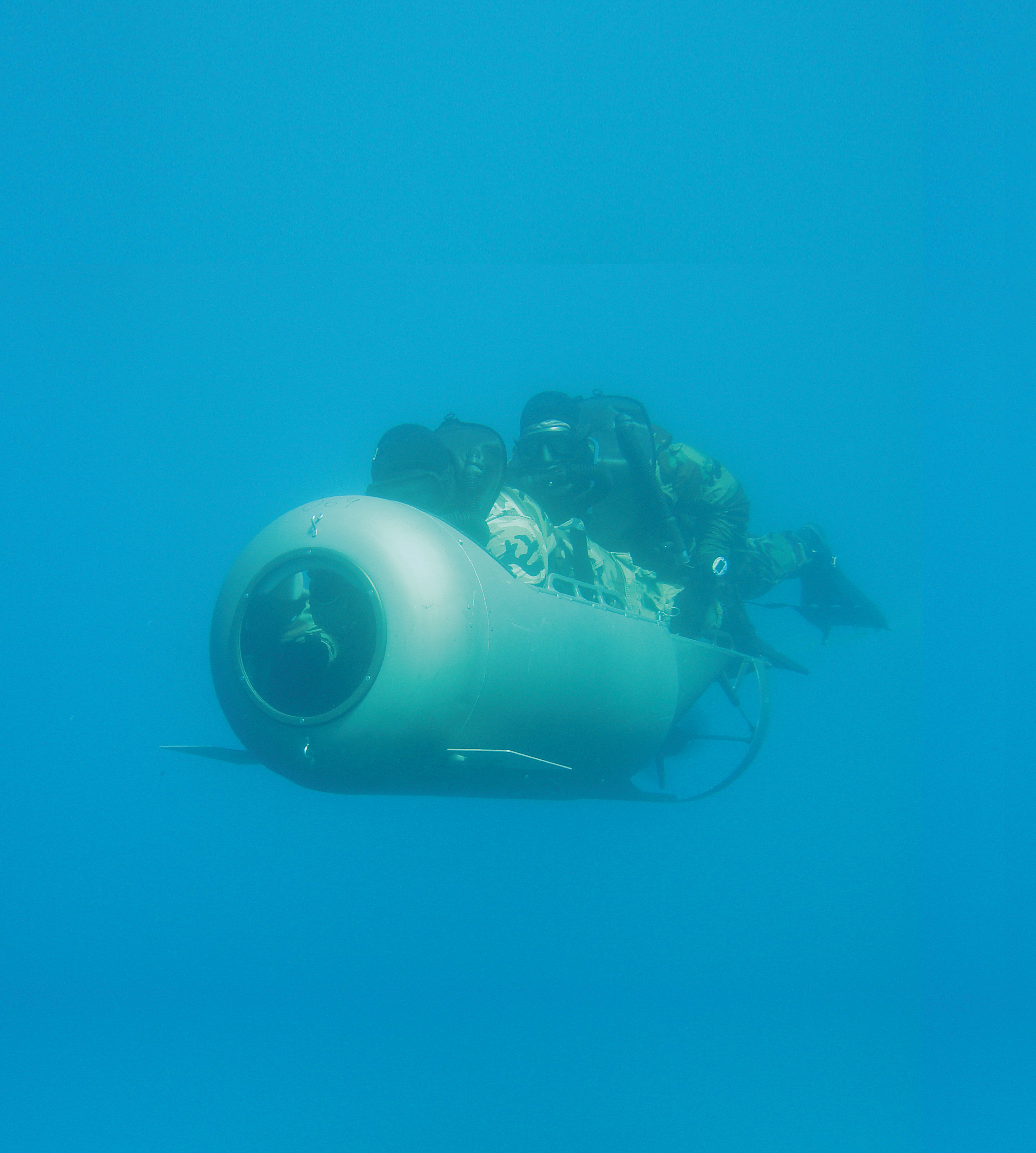
Водолази сил спеціальних операцій США на підводному буксирувальнику

Підво́дні буксирува́льники (англ. Diver Propulsion Vehicle, DPV; Diver Propulsion Device, DPD) — автономні засоби буксирування одного-двох легководолазів безпосередньо у воді.
Як правило буксирувальник має нейтральну або близьку до неї плавучість. Апарат складається з блоку джерел енергії, рушія і найпростіших пристроїв для закріплення на ньому або за ним аквалангістів. Може мати рульові пристрої. У разі їх відсутності управління по курсу і глибині здійснюється аквалангістами за допомогою ластів.
Використання підводних буксирувальників дозволяє збільшити швидкість і дальність руху аквалангістів, значно підвищити ефективність підводних робіт.
Торпедоподібні підводні засоби руху (носії) найширше використання отримали у військовій справі для прихованої доставки, висадки і повернення назад легководолазів, а також здійснення підводного патрулювання, пошуку і знищення підводних диверсантів противника, огляду підводних об'єктів і корпусів кораблів. Сучасні буксирувальники можуть застосовуватися як з надводних кораблів і катерів, так виводитися через торпедні апарати підводних човнів.
Останнім часом підводні буксирувальники, відомі більше під цивільною назвою підводні скутери, отримали широке застосування в індустрії дайвінгу і підводного туризму.